# Rad-net Rose Team/Saison 2016
Dieser Artikel listet Erfolge und Fahrer des Radsportteams Rad-net Rose in der Saison 2016 auf.

## Erfolge in der UCI Europe Tour
In den Rennen der Saison 2016 der UCI Europe Tour gelangen die nachstehenden Erfolge.
| Datum    | Rennen                           | Kat. | Sieger           |
| -------- | -------------------------------- | ---- | ---------------- |
| 21. März | Prolog Tour de Normandie (EZF)   | 2.2  | Lucas Liß        |
| 15. Mai  | 3. Etappe Tour de Berlin         | 2.2  | Pascal Ackermann |
| 16. Mai  | 4. Etappe Tour de Berlin         | 2.2  | Pascal Ackermann |
| 19. Mai  | 2. Etappe Bałtyk-Karkonosze Tour | 2.2  | Maximilian Beyer |
| 20. Mai  | 3. Etappe Bałtyk-Karkonosze Tour | 2.2  | Maximilian Beyer |

## Erfolge bei den Nationalen Straßen-Radsportmeisterschaften
In den Rennen zu den Nationalen Straßen-Radsportmeisterschaften 2016 gelangen die nachstehenden Erfolge.
| Datum        | Rennen                                         | Sieger                                                   |
| ------------ | ---------------------------------------------- | -------------------------------------------------------- |
| 19. Juni     | Deutsche Meisterschaft – Straßenrennen (U23)   | Pascal Ackermann                                         |
| 4. September | Deutsche Meisterschaft – Mannschaftszeitfahren | Ackermann, Haller, Mathis, Tschernoster, Vogt, Weinstein |

## Abgänge – Zugänge
| Zugänge       | Team 2015 | Abgänge            | Team 2016                               |
| ------------- | --------- | ------------------ | --------------------------------------- |
| Leif Lampater |           | Jonas Koch         | Verva ActiveJet Pro Cycling Team        |
| Felix Groß    |           | Felix Intra        | Team Sauerland NRW p/b Henly & Partners |
|               |           | Fabian Brintrup    | Unbekannt                               |
|               |           | Joshua Stritzinger | Christina Jewelry Pro Cycling           |

## Mannschaft
| Teamkader 2016                            | Teamkader 2016     | Teamkader 2016 | Teamkader 2016                   |
| Name                                      | Geburtsdatum       | Land           | Vorheriges Team                  |
| ----------------------------------------- | ------------------ | -------------- | -------------------------------- |
| Pascal Ackermann                          | 17. Januar 1994    | Deutschland    |                                  |
| Lukas Baum                                | 28. Februar 1995   | Deutschland    |                                  |
| Maximilian Beyer                          | 28. Dezember 1993  | Deutschland    |                                  |
| Henning Bommel                            | 23. Februar 1983   | Deutschland    | LKT Team Brandenburg (2012)      |
| Patrick Haller                            | 9. Juli 1997       | Deutschland    |                                  |
| Michel Koch                               | 15. Oktober 1991   | Deutschland    | Cannondale (2014)                |
| Leif Lampater                             | 22. Dezember 1982  | Deutschland    |                                  |
| Lucas Liß                                 | 12. Januar 1992    | Deutschland    | Stölting (2014)                  |
| Marco Mathis                              | 7. April 1994      | Deutschland    |                                  |
| Theo Reinhardt                            | 17. September 1990 | Deutschland    | SC Berlin (2012)                 |
| Nils Schomber                             | 15. März 1994      | Deutschland    |                                  |
| Kersten Thiele                            | 29. September 1992 | Deutschland    | LKT Team Brandenburg (2012)      |
| Jan Tschernoster                          | 31. August 1996    | Deutschland    |                                  |
| Mario Vogt                                | 17. Januar 1992    | Deutschland    | Specialized Concept Store (2012) |
| Domenic Weinstein                         | 27. August 1994    | Deutschland    |                                  |
| Felix Groß                                | 4. September 1998  | Deutschland    | Floorball-Bundesliga (2010)      |
|                                           |                    |                |                                  |
| Quellen: ProCyclingStats Cycling Quotient |                    |                |                                  |